# Hunger Strike Medal
La Hunger Strike Medal (Medaglia dello sciopero della fame), era una medaglia d'argento assegnata tra l'agosto 1909 e il 1914 alle suffragette prigioniere dalla dirigenza della Women's Social and Political Union (WSPU). Durante la loro prigionia, hanno iniziato uno sciopero della fame mentre scontavano la pena nelle carceri del Regno Unito per atti di militanza nella loro campagna per il suffragio femminile. Molte donne furono sottoposte ad alimentazione forzata e le loro medaglie individuali furono create per evidenziare questa imposizione.
La WSPU ha assegnato una serie di medaglie per la loro campagna, in stile militare, per sollevare il morale e incoraggiare la lealtà e l'impegno continui per la causa. Le medaglie dello sciopero della fame furono progettate da Sylvia Pankhurst e presentate per la prima volta dalla direzione della WSPU durante una cerimonia all'inizio di agosto 1909 alle donne che intrapreso lo sciopero della fame mentre scontavano una pena detentiva. Più tardi le medaglie sarebbero state consegnate durante una colazione, in occasione della liberazione di una donna dal carcere.

## Storia
Il 5 luglio 1909 la suffragetta Marion Wallace Dunlop iniziò il suo sciopero della fame nella Prigione di Holloway. Era stata condannata a un mese per aver stampato un messaggio della Carta dei diritti sul muro della Camera dei Comuni. Le autorità penitenziarie la consideravano una prigioniera criminale mentre lei si considerava una prigioniera politica e iniziò il suo sciopero per opporsi a questa classificazione. Il suo sciopero durò 91 ore, finendo solo perché la prigione la liberò per evitare la sua morte.
Sebbene lo sciopero della fame sia stato un'idea di Wallace Dunlop e lo abbia fatto senza informare la leadership della WSPU, molti altri l'hanno rapidamente imitata.

## Descrizione della medaglia

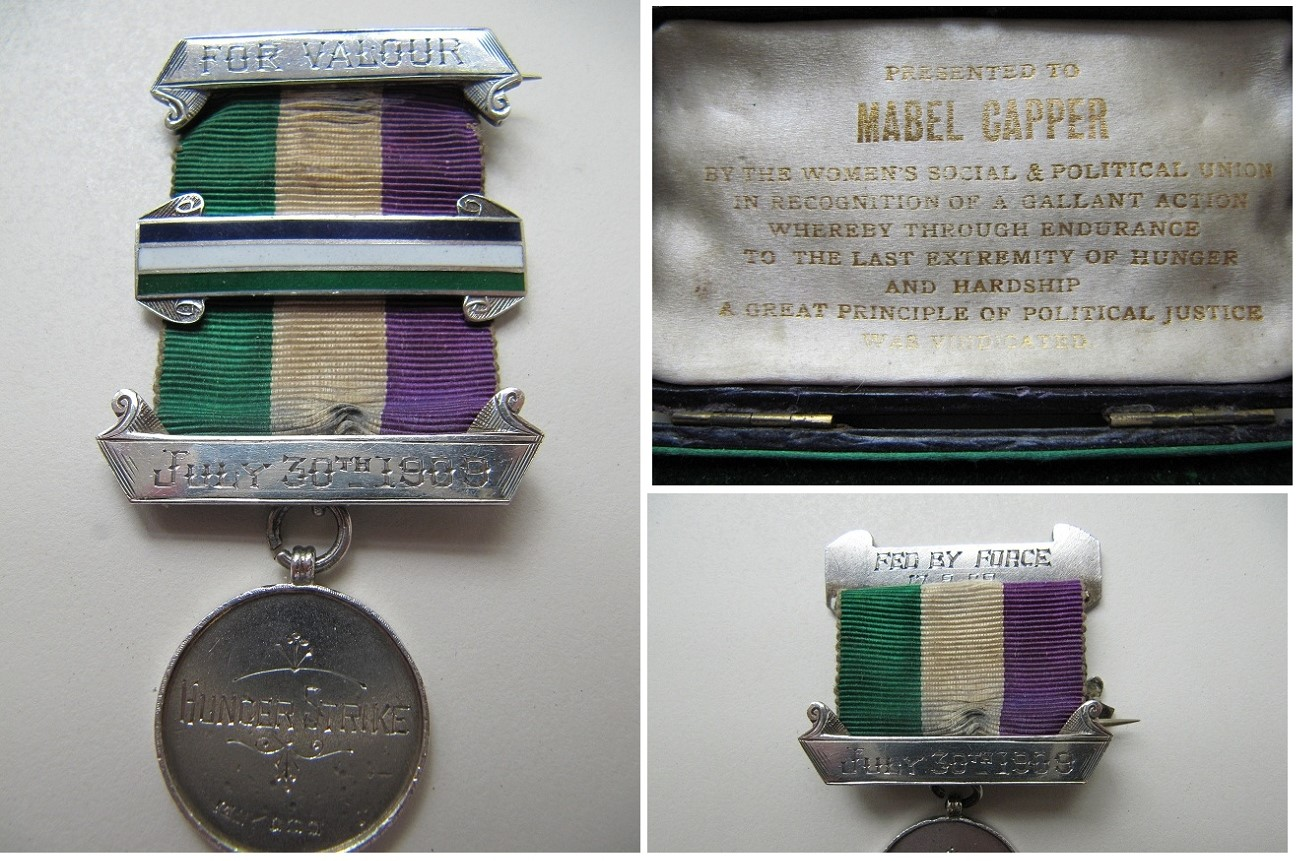
Medaglia nel suo cofanetto con barra d'argento per uno sciopero della fame e barra smaltata per alimentazione forzata assegnato dalla WSPU a Mabel Capper

Le medaglie d'argento tonde e punzonatesono appese a un nastro nei colori viola, bianco e verde della WSPU. Questo pende da una barra d'argento con inciso 'For Valour', a imitazione dell'iscrizione trovata sulla Victoria Cross. La parte anteriore della medaglia reca la scritta 'Sciopero della Fame', mentre sul retro è inciso il nome del destinatario circondato da una corona di alloro. Le medaglie sono state realizzate da Toye & Co. e la loro produzione è costata alla WSPU £ 1,00 ciascuna.
Le barre d'argento sulla medaglia venivano assegnate per periodi di sciopero della fame e sul retro è incisa la data in cui il destinatario era stato arrestato arrivando ad uno sciopero della fame. Le barre smaltate viola, bianche e verdi per l'alimentazione forzata sono incise in modo simile sul retro.
Sulla medaglia della scultrice Edith Downing è incisa la scritta Fed by Force 1/3/12 (Alimentata Forzatamente 3/1/12), la data in cui è stata imprigionata e che successivamente la portò allo sciopero della fame e all'alimentazione forzata. Le medaglie potevano essere emesse con più di una barra che rappresentava più scioperi della fame o alimentazione forzate.

## Presentazione

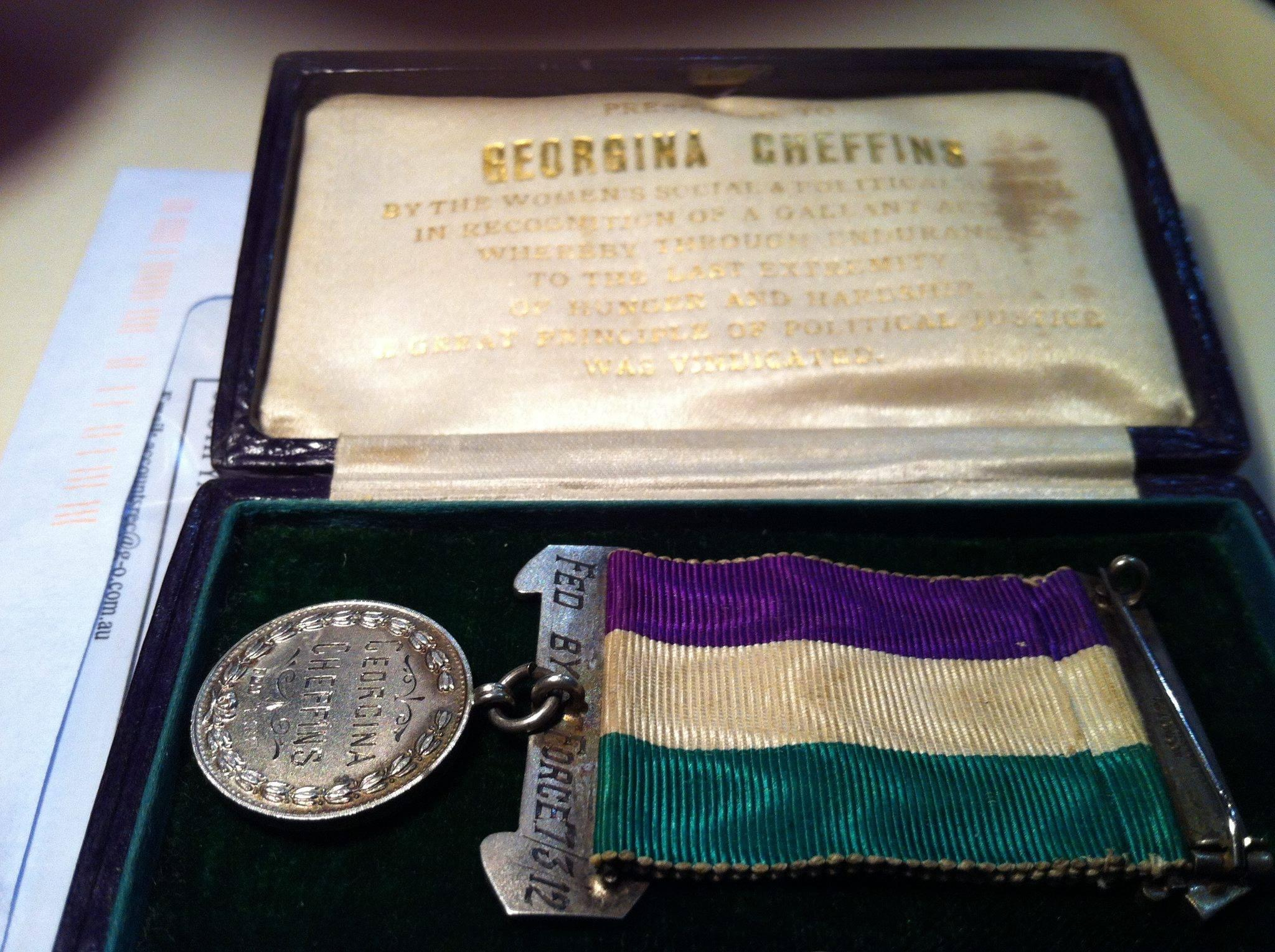
Medaglia dello sciopero della fame a Georgina Fanny Cheffins

Ogni medaglia dello sciopero della fame veniva presentata in una scatola viola con una fodera in velluto verde. All'interno del coperchio era inserita una pezza di seta bianca su cui era stampata in oro la dedica: "Presentato a [nome] dalla Women's Social and Political Union, in riconoscimento di un'azione coraggiosa, per la quale, attraverso la resistenza fino all'ultimo estremo alla fame e alle privazioni è stato rivendicato un grande principio di giustizia politica".

## Medaglie sopravvissute

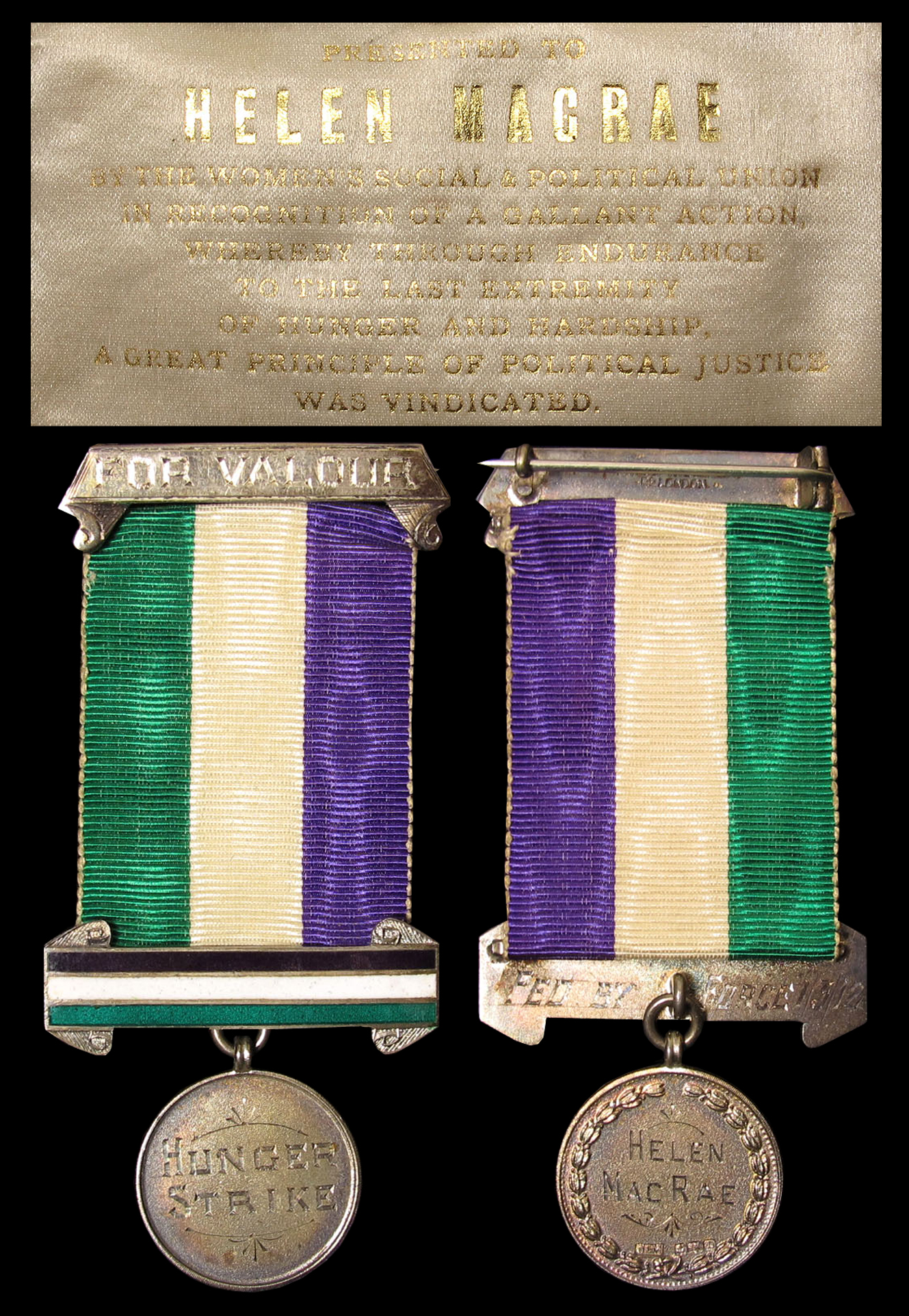
Medaglia dello sciopero della fame di Helen MacRae, venduto all'asta da Lockdales Auctioneers nel 2015. Autore: Chris Elmy

Medaglia dello sciopero della fame di Charlotte Blacklock, collezione del Museum of Australian Democracy

Il Museo di Londra conserva la medaglia assegnata alla leader delle suffragette, la signora Emmeline Pankhurst, che iniziò uno sciopero della fame durante una pena detentiva di due mesi nel 1912 per aver lanciato una pietra contro una finestra del n. 10 di Downing Streett. La medaglia Hunger Strike di Helen MacRae nella sua custodia è stata venduta all'asta nel 2015 a un collezionista privato, per £12.300. Il direttore dell'asta di Lockdales Auctioneer, James Sadler, ha dichiarato: "Questi sono tra gli oggetti storicamente più importanti con cui abbiamo mai avuto a che fare".
Una medaglia trovata in un cassetto e assegnata alla suffragetta Elsie Wolff Van Sandau, arrestata per aver sfondato una finestra a Covent Garden il 4 marzo 1912 e che iniziò uno sciopero della fame in prigione, è stata venduta all'asta nel 2019 per £12.500. Una medaglia appartenente alla suffragetta Selina Martin, messa all'asta a Nottingham nel 2019, dovrebbe essere stata venduta tra le £15.000 e le £20.000. È stata acquistata dalla National Gallery of Victoria, in Australia, per £27.000.
Il Museo della Nuova Zelanda Te Papa Tongarewa ha acquistato la medaglia di Frances Parker nel 2016.
Il Museum of Australian Democracy detiene la medaglia assegnata a Charlotte Blacklock. La medaglia assegnata a Kate Williams Evans è stata venduta all'asta come parte di una collezione nel 2018 che ha fruttato 48.640 sterline. Ora è nella collezione di Amgueddfa Cymru – Museum Wales.
La medaglia e la Spilla Holloway di Rosamund Massy sono sepolte all'interno del basamento della statua di Emmeline Pankhurst a Londra.
Nel settembre 2023, la Glasgow Women’s Library ha deciso di acquistare la medaglia di Maud Joachim in quanto è stata premiata per il primo sciopero della fame della WSPU in Scozia. La campagna di raccolta fondi ha avuto successo ed è stata riportata in biblioteca in ottobre.

## Nella cultura popolare
La serie televisiva della BBC Call the Midwife, ha presentato un episodio con un'anziana suffragetta interpretata da Annette Crosbie che ha regalato la sua medaglia Hunger Strike a una delle infermiere che si prendevano cura di lei.

## Vincitori della medaglia

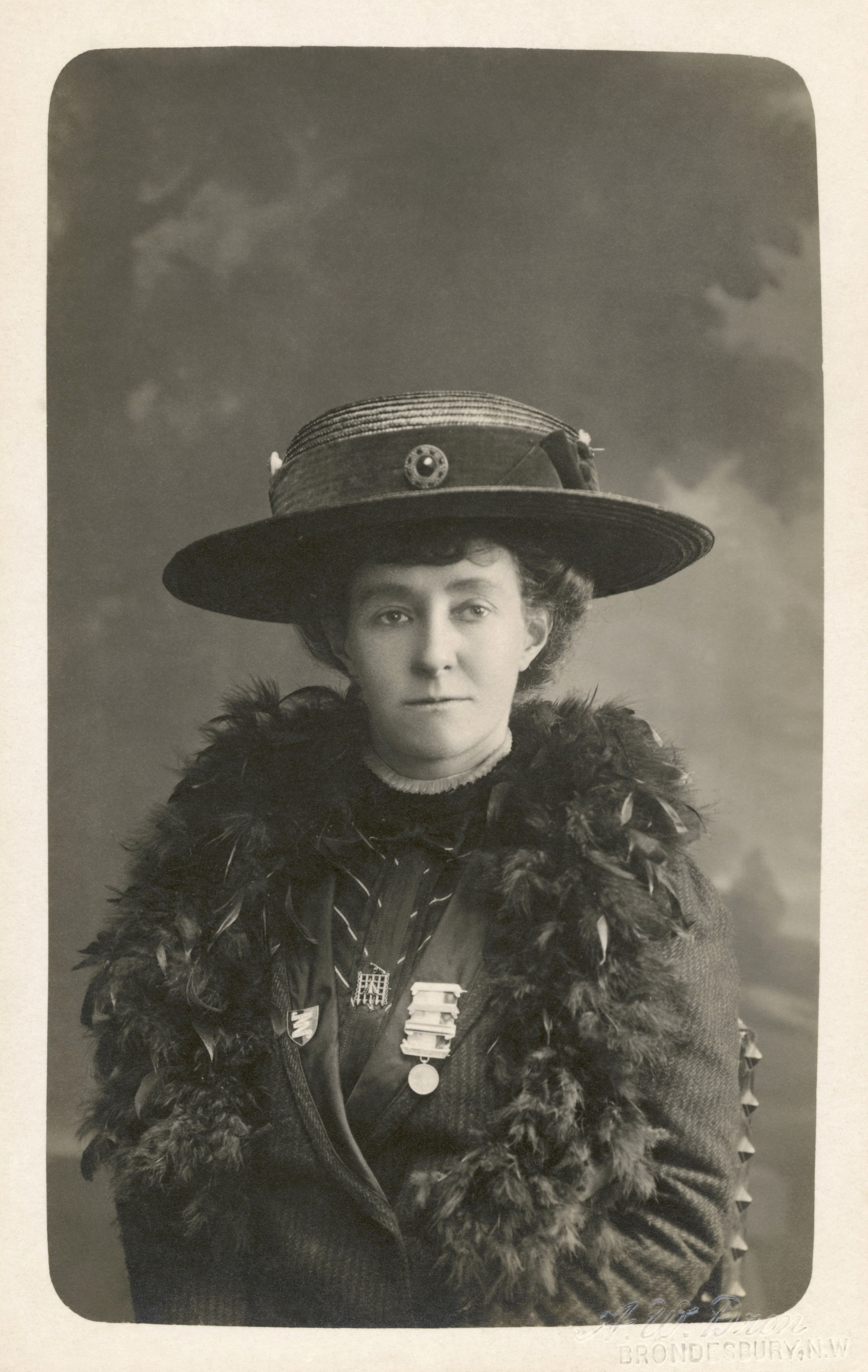
Emily Davison wearing her Hunger Strike Medal and Holloway brooch c. 1910–1912

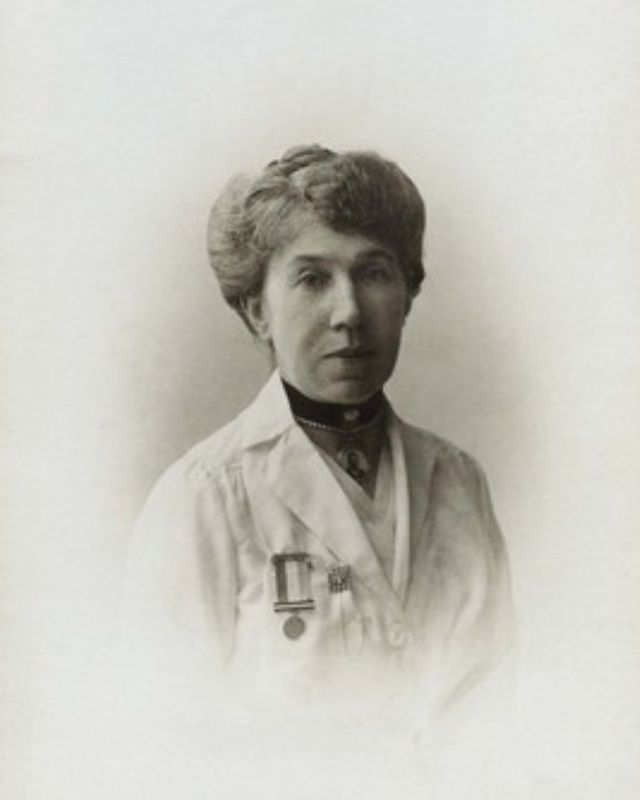
Janie Terrero wearing her Hunger Strike Medal and Holloway brooch c. 1912

Dall'ottobre 2023 si contano 82 vincitori di medaglie. Se è noto, questo elenco contiene anche le date del loro arresto in quanto incise sulle loro medaglie.
- Mary Ann Aldham[23]
- Mary Sophia Allen[24][25]
- Laura Ainsworth[26]
- Helen Archdale - 19 ottobre 1909[27]
- Charlotte Blacklock[16]
- Violet Bland[28]
- Myra Sadd Brown[29]
- Constance Bryer[30]
- Evaline Hilda Burkitt[31]
- Lucy Burns[32][33][34]
- Leila Gertrude Garcias de Cadiz[35]
- Kate E. Teresa Cardro[36]
- Mabel Capper - 30 luglio 1909[37]
- Eileen Mary Casey[38]
- Joan Cather - 4 marzo 1912[39]
- Grace Chappelow - 4 settembre 1909[40]
- Georgina Fanny Cheffins[41]
- Leonora Cohen[5]
- Constance Collier[42]
- Jessie Landale Cumberland - 21 maggio 1914[43]
- Alice Davies[44]
- Emily Davison[5]
- Violet Mary Doudney[45]
- Caroline Lowder Downing[46]
- Edith Downing[5][47]
- Flora Drummond[48]
- Elsie Duval[49]
- Norah Elam - 28 luglio[50]
- Kate Williams Evans - 4 marzo 1912[17][51][52]
- Caprina Fahey - 14 marzo 1914[53]
- Theresa Garnett[54][55]
- Ellison Scotland Gibb[56]
- Margaret Skirving Gibb[56]
- Nellie Godfrey[57]
- Joan Lavender Bailie Guthrie[58]
- Florence Haig[59][60]
- Nellie Hall - 21 luglio 1913[61]
- Alice Hawkins - 4 settembre 1909[62]
- Georgina Healiss[63]
- Beth Hesmondhalgh[55]
- Anna Hutchinson[64]
- Elsie Howey[55]
- Maud Joachim – 19 ottobre 1909,[20][63] 1 marzo 1912[65]
- Ellen Isabel Jones[66]
- Violet Jones - 4 [illegible]ember 1909, 8 dicembre 1909[67]
- Winifred Jones[68]
- Clara Lambert[69]
- Laura Geraldine Lennox[70][71]
- Lilian Lenton[72]
- Anna Lewis - 10 febbraio 1914[73][74]
- Ethel Lewis[75]
- Louise Lilley[76]
- Gertrude Golda Lowy[77][78]
- Constance Lytton - 9 ottobre 1909[4]
- Margaret Macfarlane[79]
- Helen MacRae[6]
- Grace Marcon - 26 ottobre 1913[80]
- Kitty Marion[81]
- Charlotte Marsh[72]
- Selina Martin - 20 agosto 1909[10]
- Rosamund Massy[18]
- Frances McPhun[36]
- Margaret McPhun[36]
- Lillian Metge - 10 agosto 1914[82][83]
- Ethel Moorhead - 29 agosto 1912, 29 novembre 1912, 29 gennaio 1913, 15 ottobre 1913[84]
- Edith New[34]
- Marie du Sautoy Newby - 4 marzo 1912[85]
- Frances Outerbridge[86]
- Emmeline Pankhurst - 1 marzo 1912[2][87]
- Frances Parker[13][14]
- Alice Paul[34]
- Pleasance Pendred[88]
- Mary Phillips[38][89]
- Mary Richardson[38]
- Edith Rigby[55]
- Rona Robinson[42] - 20 agosto 1909, 15 ottobre 1909[90]
- Grace Roe[5][91]
- Bertha Ryland[92]
- Arabella Scott[33][93]
- Genie Sheppard[5][94]
- Dorothea Chalmers Smith[95]
- Geraldine Stevenson[96]
- Grace Cameron Swan[97]
- Janie Terrero[98]
- Catherine Tolson - 4 settembre 1909[99]
- Leonora Tyson[100]
- Elsie Wolff Van Sandau - 4 marzo 1912[8]

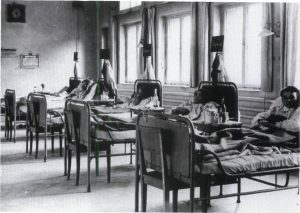
Suffragette in sciopero della fame nel 1909 - foto di Elin Wagner

- Marion Wallace Dunlop[101]
- Olive Grace Walton[102]
- Helen Kirkpatrick Watts[103]
- Olive Wharry[30]
- Gertrude Wilkinson[104]
- Agnes Wilson[105]
- Laetitia Withall[106]

### Probabili vincitori di medaglie
Queste donne sono scioperanti della fame della WSPU e quindi soddisfano le condizioni per aver ricevuto una medaglia, ma la prova della loro medaglia deve ancora essere individuata.
- Violet Aitken[107]
- Janie Allan[108]
- Doreen Allen[109]
- Gertrude Ansell[110]
- Sarah Jane Baines[111]
- Elizabeth Baker[112]
- Ellen Barnwell[89]
- Edith Marian Begbie[113]
- Olive Beamish[114]
- Sarah Benett[115][116]
- Rosa May Billinghurst[117][118]
- Eugenie Bouvier[119]
- Janet Boyd[120]
- Grace Mary Branson[121][122]
- Bertha Brewster[123]
- Amy Bull[124]
- Rosalind Garcias de Cadiz[125]
- Mary Jane Clarke[126]
- Meg Connery[127]
- Catherine Corbett[89]
- Margaret Cousins[128]
- Helen Crawfurd[129][130]
- Lillian Dove-Willcox[131][132]
- Maude Edwards[133]
- Zelie Emerson[122]
- Dorothy Evans[134][135]
- Lara Evans[89][N 1]
- Laura Evans[33][N 1]
- Lettice Floyd[136][137]
- Katharine Gatty[138][139]
- Mary Gawthorpe[140]
- Clara Giveen[141]
- Frances Gordon[142]
- Margaret Haig Thomas[143]
- Edith Hudson[33]
- May R. Jones
- Annie Kenney[144][145]
- Kitty Kenney
- Alice Stewart Ker[N 2]
- Mary Leigh[140]
- Kate Lilley[147]
- Florence Macfarlane[148]
- Lizzie Mckenzie
- Lillias Tait Mitchell[33]
- Adela Pankhurst[89]
- Sylvia Pankhurst[149]
- Dorothy Pethick[150]
- Emmeline Pethick-Lawrence[140]
- Ellen Pitfield
- Isabella Potbury
- Gladys Roberts[89]
- Margaret Rowlatt
- Beatrice Sanders[151]
- Alice Maud Shipley
- Jane Short[152]
- Helen Margaret Spanton
- Dora Spong
- Florence Spong[153]
- Ella Stevenson[154]
- Elizabeth Thomson[33]
- Helen Tolson
- Vera Wentworth[89]
- Annie Williams
- Sarah Winstedt
- Patricia Woodlock[155]
- Ada Wright[156]